# بهاء الدين الإربلي
بَهَاء الدِّين الإِرْبِلي (ت. 692 هـ / 1293 م) هو أديب، شاعر وكاتب في القرن السابع الهجري.
هو علي بن عيسى بن أبي الفتح الاربلي. كان أبوه والياً بإربل. كتب لمتولي أربل، ثم خدم ببغداد في ديوان الإنشاء.

## آثاره
من آثاره:
- «التذكرة الفخرية»، وطُبع الكتاب في بغداد (مطبعة المجمع العلمي العراقي، 1404 هـ / 1984 م) وبيروت (عالم الكتب للطباعة والنشر، 1407 هـ / 1987 م) ودمشق (دار البشائر للطباعة والنشر والتوزيع، 1425 هـ / 2004 م).
- «رسالة الطيف»[3]، وطُبع الكتاب في بغداد (المؤسسة العامة للصحافة والطباعة، 1388 هـ / 1968 م) وبيروت (منرنج للطباعة والنشر والتوزيع، 1416 هـ / 1996 م) وتونس (مؤسسة دار الوفاء،، 1405 هـ / 1985 م).
- «كشف الغمة بمعرفة الأئمة»، وطُبع الكتاب في بيروت (دار الأضواء للطباعة والنشر والتوزيع، الطبعة الثانية 1405 هـ / 1985 م).
- «حياة الإمامين زين العابدين ومحمد الباقر»، وهو مطبوع.
- «المقامات الأربع».